# Saint-Samson-la-Poterie
Saint-Samson-la-Poterie és un municipi francès, situat al departament de l'Oise i a la regió dels Alts de França. L'any 2007 tenia 247 habitants.

## Demografia

### Població
El 2007 la població de fet de Saint-Samson-la-Poterie era de 247 persones. Hi havia 100 famílies de les quals 32 eren unipersonals (16 homes vivint sols i 16 dones vivint soles), 24 parelles sense fills, 36 parelles amb fills i 8 famílies monoparentals amb fills.
La població ha evolucionat segons el següent gràfic:
Habitants censats

### Habitatges
El 2007 hi havia 135 habitatges, 102 eren l'habitatge principal de la família, 24 eren segones residències i 9 estaven desocupats. Tots els 134 habitatges eren cases. Dels 102 habitatges principals, 90 estaven ocupats pels seus propietaris, 10 estaven llogats i ocupats pels llogaters i 2 estaven cedits a títol gratuït; 10 tenien dues cambres, 19 en tenien tres, 34 en tenien quatre i 39 en tenien cinc o més. 89 habitatges disposaven pel capbaix d'una plaça de pàrquing. A 54 habitatges hi havia un automòbil i a 41 n'hi havia dos o més.

### Piràmide de població
La piràmide de població per edats i sexe el 2009 era:
| Homes | Edats   | Dones |
| ----- | ------- | ----- |
| 0     | 95 o +  | 0     |
| 0     | 90 a 94 | 0     |
| 0     | 85 a 89 | 4     |
| 0     | 80 a 84 | 0     |
| 12    | 75 a 79 | 0     |
| 0     | 70 a 74 | 4     |
| 4     | 65 a 69 | 8     |
| 12    | 60 a 64 | 12    |
| 0     | 55 a 59 | 8     |
| 8     | 50 a 54 | 8     |
| 12    | 45 a 49 | 8     |
| 4     | 40 a 44 | 0     |
| 12    | 35 a 39 | 12    |
| 8     | 30 a 34 | 8     |
| 8     | 25 a 29 | 16    |
| 0     | 20 a 24 | 4     |
| 12    | 15 a 19 | 4     |
| 12    | 10 a 14 | 4     |
| 4     | 5 a 9   | 16    |
| 16    | 0 a 4   | 4     |

## Economia
El 2007 la població en edat de treballar era de 137 persones, 97 eren actives i 40 eren inactives. De les 97 persones actives 91 estaven ocupades (47 homes i 44 dones) i 6 estaven aturades (3 homes i 3 dones). De les 40 persones inactives 20 estaven jubilades, 9 estaven estudiant i 11 estaven classificades com a «altres inactius».

### Ingressos
El 2009 a Saint-Samson-la-Poterie hi havia 105 unitats fiscals que integraven 264,5 persones, la mediana anual d'ingressos fiscals per persona era de 15.040 €.

### Activitats econòmiques
Dels 5 establiments que hi havia el 2007, 3 eren d'empreses de fabricació d'altres productes industrials, 1 d'una empresa de comerç i reparació d'automòbils i 1 d'una empresa classificada com a «altres activitats de serveis».
L'any 2000 a Saint-Samson-la-Poterie hi havia 3 explotacions agrícoles.

## Equipaments sanitaris i escolars
El 2009 hi havia una escola elemental integrada dins d'un grup escolar amb les comunes properes formant una escola dispersa.

## Poblacions més properes
El següent diagrama mostra les poblacions més properes.